# Austrochthonius
Genre
Synonymes
- Paraustrochthonius Beier, 1931
- Cecoditha Mello-Leitão, 1939

Austrochthonius est un genre de pseudoscorpions de la famille des Chthoniidae.

## Distribution
Les espèces de ce genre se rencontrent en Amérique du Sud, en Océanie, en Afrique du Sud et aux Crozet.

## Liste des espèces
Selon Pseudoscorpions of the World (version 3.0) :
- Austrochthonius argentinae Hoff, 1950
- Austrochthonius australis Hoff, 1951
- Austrochthonius bolivianus Beier, 1930
- Austrochthonius cavicola Beier, 1968
- Austrochthonius chilensis (Chamberlin, 1923)
- Austrochthonius easti Harvey, 1991
- Austrochthonius iguazuensis Vitali-di Castri, 1975
- Austrochthonius insularis Vitali-di Castri, 1968
- Austrochthonius mordax Beier, 1967
- Austrochthonius muchmorei Harvey & Mould, 2006
- Austrochthonius paraguayensis Vitali-di Castri, 1975
- Austrochthonius parvus (Mello-Leitão, 1939)
- Austrochthonius persimilis Beier, 1930
- Austrochthonius rapax Beier, 1976
- Austrochthonius semiserratus Beier, 1930
- Austrochthonius strigosus Harvey & Mould, 2006
- Austrochthonius tullgreni (Beier, 1931)
- Austrochthonius zealandicus Beier, 1966

## Publication originale
- (en) Joseph Conrad Chamberlin, « A synoptic classification of the false scorpions or chela-spinners, with a report on a cosmopolitan collection of the same. Part 1. The Heterosphyronida (Chthoniidae) (Arachnida-Chelonethida) », Annals and Magazine of Natural History, 10e série, vol. 4, no 19,‎ juillet 1929, p. 50-80 (ISSN 0374-5481, OCLC 4806285231, DOI 10.1080/00222932908673028, présentation en ligne).